# Инхосикати ЛаМбикиза
Инхосикати ЛаМбикиза (свати Inkhosikati LaMbikiza; род. 16 июня 1969) — королева-консорт Эсватини, третья жена короля Мсвати III.

## Биография
Родилась 16 июня 1969 года в семье Мбикизы Мнгометулу, который был послом Свазиленда в Великобритании. Получила среднее образование в школе Святой Марии, а затем училась в школе Святого Марка.
В возрасте 16 лет на Умхланге встретила принца Махосетиве, который в 1986 году был коронован под именем Мсвати III. После того как он стал королём, она была выбрана им в качестве жены и вскоре переехала в Королевский дворец. Она является матерью двоих детей короля: принцессы Сиханизо (род. 1987) и принца Линдани (род. 1989).
Королева выступает против многожёнства, руководит организациями, которые занимаются борьбой со СПИДом, а также помогает сиротам и людям, с ограниченными возможностями.
В мае 2012 года вместе с мужем посетила Великобританию, где присутствовала на Бриллиантовом юбилее в честь 60-летнего правления королевы Елизаветы II.
В мае 2023 года вместе с мужем посетила коронацию Карла III, а затем вместе с супругами лидеров стран Содружества посетили мероприятие, где обсуждалось профилактика и методы лечения рака матки.